# Buhl Woman

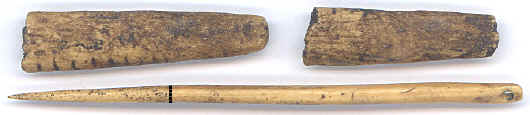
Beigaben aus Knochen, darunter eine 31 mm lange Nadel

Als Buhl Woman wird eine Frau bezeichnet, deren Skelett im Januar 1989 bei Buhl im Twin Falls County in Idaho gefunden wurde. Laut Radiokohlenstoffdatierung starb sie vor 10.675 ± 95 Jahren und gehört daher zu den ältesten indianischen Menschen, deren Überreste untersucht werden konnten.

## Untersuchungen
Ein Team um Thomas J. Green vom Arkansas Archeological Survey untersuchte das Skelett in Absprache mit den Shoshone-Bannock-Stämmen von Fort Hall, bevor es 1991 zurückgegeben wurde, um erneut beigesetzt zu werden. Genetische Tests wurden nicht durchgeführt, da mit den damaligen Methoden noch keine DNA aus den erhaltenen Knochen gewonnen werden konnte. Die maßgeblichen Methoden waren daher die Morphologie und die chemische Zusammensetzung des Skeletts. Der Körperbau der 1,56 m großen Frau entspricht demjenigen der amerindischen Völker, doch gibt es auch polynesische Ähnlichkeiten.
Folgt man der von Green durchgeführten Untersuchung, so starb die junge Frau mit 17 bis 21 Jahren. Ihre Nahrung bestand laut einer Analyse des Kollagens überwiegend aus Fleisch, weniger aus Fisch. Außerdem konnte man annehmen, dass die Nahrung gekocht wurde. Die Knochen der Frau wiesen Anzeichen vermutlich saisonaler Mangelernährung auf. Die Todesursache der Frau ließ sich nicht feststellen.

## Beigaben
Neben dem Skelett wurden Artefakte gefunden. Eine beidseitig bearbeitete (biface) Obsidianspitze (wohl eines Speeres), Teile einer Knochennadel und zwei weitere Knochenartefakte wurden als Totenbeigabe gedeutet. Die Obsidianspitze und die Nadel weisen keinerlei Gebrauchsspuren auf und sind wohl eigens für die Beerdigung hergestellt worden. Die Obsidianspitze ähnelt in ihrer Beschaffenheit den Fundstücken aus den Windust Caves, Höhlen in Washington. Die Nadel ist rund 31 mm lang, hat einen Durchmesser von 2 mm, das Nadelöhr von 0,8 mm. Es wurde nicht gebohrt, sondern eingemeißelt oder -gerieft. An der abgebrochenen Spitze fanden sich elf Rillen.